# Liste der Biografien/Qut
Liste der Biografien |
Portal Biografien |
Personensuche
# |
A |
B |
C |
D |
E |
F |
G |
H |
I |
J |
K |
L |
M |
N |
O |
P |
Q |
R |
S |
T |
U |
V |
W |
X |
Y |
Z |
?
 
Qa |
Qe |
Qi |
Qo |
Qr |
Qu |
Qv |
Qw |
Qy
 
Qua |
Qub |
Qud |
Que |
Quh |
Qui |
Quj |
Qul |
Qum |
Qun |
Quo |
Qur |
Qus |
Qut |
Quw |
Quy
Die Liste der Biografien führt alle Personen auf, die in der deutschsprachigen Wikipedia einen Artikel haben. Dieses ist eine Teilliste mit 10 Einträgen von Personen, deren Namen mit den Buchstaben „Qut“ beginnt.

## Qut

### Quta
- Qutaiba ibn Muslim (670–715), Eroberer von Transoxanien

### Qutb
- Qutb ad-Dīn an-Nahrawālī († 1582), islamischer Geschichtsschreiber indischer Herkunft
- Qutb ad-Din asch-Schirazi (1236–1311), persischer Universalgelehrter
- Qutb ad-Din Muhammad, choresmischer Schah
- Qutb, Mohammed (1919–2014), ägyptischer islamischer Politiker und Denker, Bruder von Sayyid Qutb
- Qutb, Sayyid (1906–1966), ägyptischer Journalist und Theoretiker der ägyptischen MuslimbruderschaftSayyid Qutb (1906–1966)

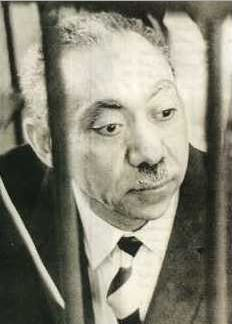
Sayyid Qutb (1906–1966)

- Qutb-ud-Din Aibak († 1210), Begründer des Delhi-Sultanats
- Qutb-ud-din Mubarak Shah († 1320), Sultan von Delhi

### Qutt
- Quttumuratuly, Alimuchammed (* 1983), kasachischer Politiker

### Qutu
- Qutugku Khan (1300–1329), chinesischer Kaiser der Yuan-Dynastie